# Ardachosa
Ardachosa es un despoblado español del municipio soriano de Bayubas de Abajo, en la comunidad autónoma de Castilla y León.

## Historia
Pertenece al término municipal de Bayubas de Abajo. Se desconoce cuándo se despobló este lugar, sito entre aquel pueblo soriano y el de Bayubas de Arriba. Aparece descrito en el segundo volumen del Diccionario geográfico-estadístico-histórico de España y sus posesiones de Ultramar de Pascual Madoz con las siguientes palabras:

ARDACHOSA (la): desp. en la prov. de Sória, part. jud. de Almazan; sit. á 1/4 leg. N. de Bayubas de Abajo, en medio de éste y Bayubas de Arriba: su térm. se cultiva por estos 2 l., y de los diezmos se hacian partes separadas para los partícipes de ambos; se ven escombros de ladrillos y teja, que demuestran era pobl. de algun vecindario. El Sto. Cristo, que en ella se veneraba como la imágen de su devocion, se conserva en Bayubas de Arriba. Ignórsae la época y causa de su ruina.
(Madoz, 1845, p. 495)